# ريتشارد هولمز (ملحن)
ريتشارد هولمز (بالإنجليزية: Richard Holmes)‏ هو عازف جاز وملحن أمريكي، ولد في 2 مايو 1931 في كامدن في الولايات المتحدة، وتوفي في 29 يونيو 1991 في سانت لويس في الولايات المتحدة بسبب سرطان البروستاتا.

## وصلات خارجية
- ريتشارد هولمز على موقع ميوزك برينز (الإنجليزية)
- ريتشارد هولمز على موقع أول ميوزيك (الإنجليزية)
- ريتشارد هولمز على موقع ديسكوغز (الإنجليزية)